# Půlměsícové jezero
Půlměsícové jezero (angl. Lake Crescent) je hluboké jezero, které se celé nachází v Olympijském národním parku, v okrese Clallam v americkém státě Washington, zhruba 27 kilometrů západně od města Port Angeles, na silnici U.S. Route 101, nedaleko malé obce Piedmont. S oficiální maximální hloubkou 190 metrů se jedná o druhé nejhlubší jezero ve státě, ale některá neoficiální měření dokonce ukazují na hloubku více než 300 metrů.
Jezero je známé pro své zářivě modré vody, jejíž výjimečná průzračnost je způsobena nedostatkem dusíku, který by jinak podporoval růst řas. Nachází se v oblíbené rekreační oblasti, ve které je mnoho turistických stezek, včetně Spruce Railroad Trail, Pyramid Mountain Trail a Barnes Creek Trail, která vede k Marymerským vodopádům. Spruce Railroad Trail nyní následuje již neexistující trať dřevařské železnice, která vede po březích jezera. Na severní straně jezera se na stezce nachází vchod do starého železničního tunelu a také přístup k místu zvanému Ďáblova punčová mísa, které se využívá k plavání a potápění.

## Původ
Jezero bylo vytvořeno když ledovce vyřezaly hluboká údolí v poslední době ledové. Nejprve voda z údolí putovala přes potok Indian Creek a řeku Elwha do oceánu. Anadromní ryby jako pstruh americký a Oncorhynchus clarkii clarkii migrovaly z dolních toků až do údolí.
Před asi osmi tisíci lety jeden obrovský sesuv z Olympijského pohoří přehradil Indian Creek a hluboké údolí se zaplnilo vodou. Mnoho geologů věří, že jezero bylo vytvořeno ve stejné době jako nedaleké Sutherlandovo jezero, ale právě sesuv je od sebe oddělil. Sesuv je nyní jasně viditelný z hory Pyramid Mountain. Voda si časem našla jinou cestu z údolí, kterou byla řeka Lyre, která ji odváděla přímo do úžiny Juana de Fucy.

## Ekologie
Populace anadromních ryb jsou v jezeře uzamčeny, jelikož vodopády Lyre River Falls na řece Lyre představují překážku při cestě k nebo od oceánu. Časem se v jezeře vyvinuly dva unikátní subdruhy ryb. Endemický pstruh duhový Beardsleeův, subdruh pstruha duhového se tře kousek proti proudu od vodopádů, zatímco Oncorhynchus clarki clarki f. crescentii má svá třecí místa v potoku Barnes Creek.

## Hloubka
Na začátku šedesátých let minulého století provedlo Námořnictvo Spojených států amerických průzkum jezera se sonarem Furuno, který ale nebyl schopný ověřit maximální hloubku jezera. V roce 1970 výzkum provedli studenti Peninsula College, která se nachází v Port Angeles, jejichž vybavení ale neměřilo hloubku vyšší než 190 metrů, což se stalo oficiálním výsledkem, který uznala Správa národních parků Spojených států amerických. Později byl ale přes jezero položen silový kabel a nástroje ukazovaly hloubku větší než 300 metrů. Opravdová maximální hloubka jezera je tedy dosud neznámá.

## Historie
Není jasné, zdali bylo jezero pojmenováno díky svému půlměsícovému tvaru, nebo kvůli blízkosti k Půlměsícovému zálivu, který v roce 1846 pojmenoval Henry Kellett. V roce 1849 se dva britsko-kanadští lovci kožešin, John Sutherland a John Everett, propracovali od zálivu do hloubi pevniny, kde našli dvě jezera - jedno z nich je dosud známé jako Sutherlandovo jezero, druhé dostalo název Everettovo jezero, časem se mu říkalo také Velké jezero, Jezero Wapitiů a nyní Půlměsícové jezero.
V roce 1890 společnost Port Crescent Improvement Company propagovala nové město na břehu jezera. Jistý M. J. Carrigan sepsal dílo zvané Port Crescent Leader, ve kterém psal o nádherném jezeru, kterému říkal Půlměsícové, díky čemuž má jezero nynější jméno.
V první polovině dvacátého století jezero křižovaly lodě a parníky.